# Israël op het Eurovisiesongfestival 2004

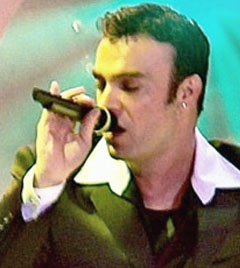
David D'Or

Israël deed mee aan het Eurovisiesongfestival 2004. Zanger David D'Or stond voor het land op het podium met het tweetalige lied "Leha'amin".
In november 2003 koos de IBA D'Or intern om het land te vertegenwoordigen tijdens het songfestival van 2004.

## "Israel Selects a Song"
Het lied werd gekozen op 5 februari 2004. De winnaar werd gekozen via een IBA Eurovision Committee en via televote. "Leha'amin" werd uiteindelijk het winnende nummer.

## In Istanboel
In Turkije trad Israël als vijfde van 22 landen aan in de halve finale, na Letland en voor Andorra. Het land behaalde een 12de plaats, met 57 punten.
Dit was niet genoeg om de finale te bereiken.
België en Nederland had 2 punten over voor deze inzending.

### Gekregen punten

#### Finale
| 12 punten            | 10 punten          | 8 punten                                                     | 7 punten                                                                   | 6 punten                 |
| -------------------- | ------------------ | ------------------------------------------------------------ | -------------------------------------------------------------------------- | ------------------------ |
|                      |                    |                                                              | - Portugal                                                                 | - Malta                  |
| 5 punten             | 4 punten           | 3 punten                                                     | 2 punten                                                                   | 1 punt                   |
| - Albanië - Roemenië | - Spanje - Turkije | - Andorra - Griekenland - Servië en Montenegro - Wit-Rusland | - België - Cyprus - Denemarken - Finland - Nederland - Verenigd Koninkrijk | - Duitsland - Oostenrijk |

### Punten gegeven door Israël

#### Halve Finale
Punten gegeven in de halve finale:
| 12 punten | Griekenland          |
| 10 punten | Oekraïne             |
| 8 punten  | Servië en Montenegro |
| 7 punten  | Nederland            |
| 6 punten  | Malta                |
| 5 punten  | Denemarken           |
| 4 punten  | Albanië              |
| 3 punten  | Cyprus               |
| 2 punten  | Letland              |
| 1 punt    | Litouwen             |

#### Finale
Punten gegeven in de finale:
| 12 punten | Oekraïne             |
| 10 punten | Griekenland          |
| 8 punten  | Spanje               |
| 7 punten  | Servië en Montenegro |
| 6 punten  | Rusland              |
| 5 punten  | Zweden               |
| 4 punten  | Malta                |
| 3 punten  | Cyprus               |
| 2 punten  | Turkije              |
| 1 punt    | Roemenië             |

1973 · 1974 · 1975 · 1976 · 1977 · 1978 · 1979 · 1980 · 1981 · 1982 · 1983 · 1984 · 1985 · 1986 · 1987 · 1988 · 1989 · 1990 · 1991 · 1992 · 1993 · 1994 · 1995 · 1996-1997 · 1998 · 1999 · 2000 · 2001 · 2002 · 2003 · 2004 · 2005 · 2006 · 2007 · 2008 · 2009 · 2010 · 2011 · 2012 · 2013 · 2014 · 2015 · 2016 · 2017 · 2018 · 2019 · 2020 · 2021 · 2022 · 2023 · 2024 · 2025